# 24-Stunden-Rennen von Spa-Francorchamps 2013

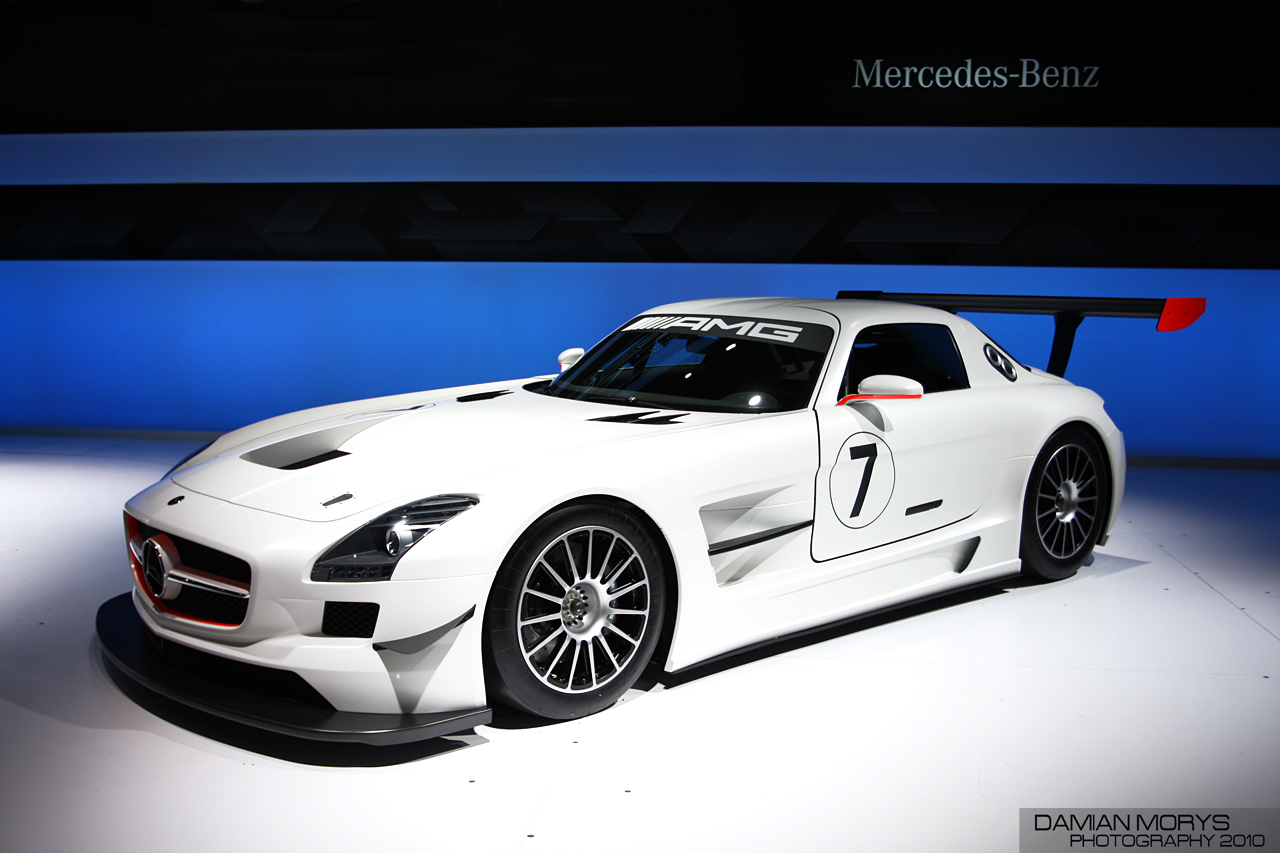
Siegerwagenmodell Mercedes-Benz SLS AMG GT3

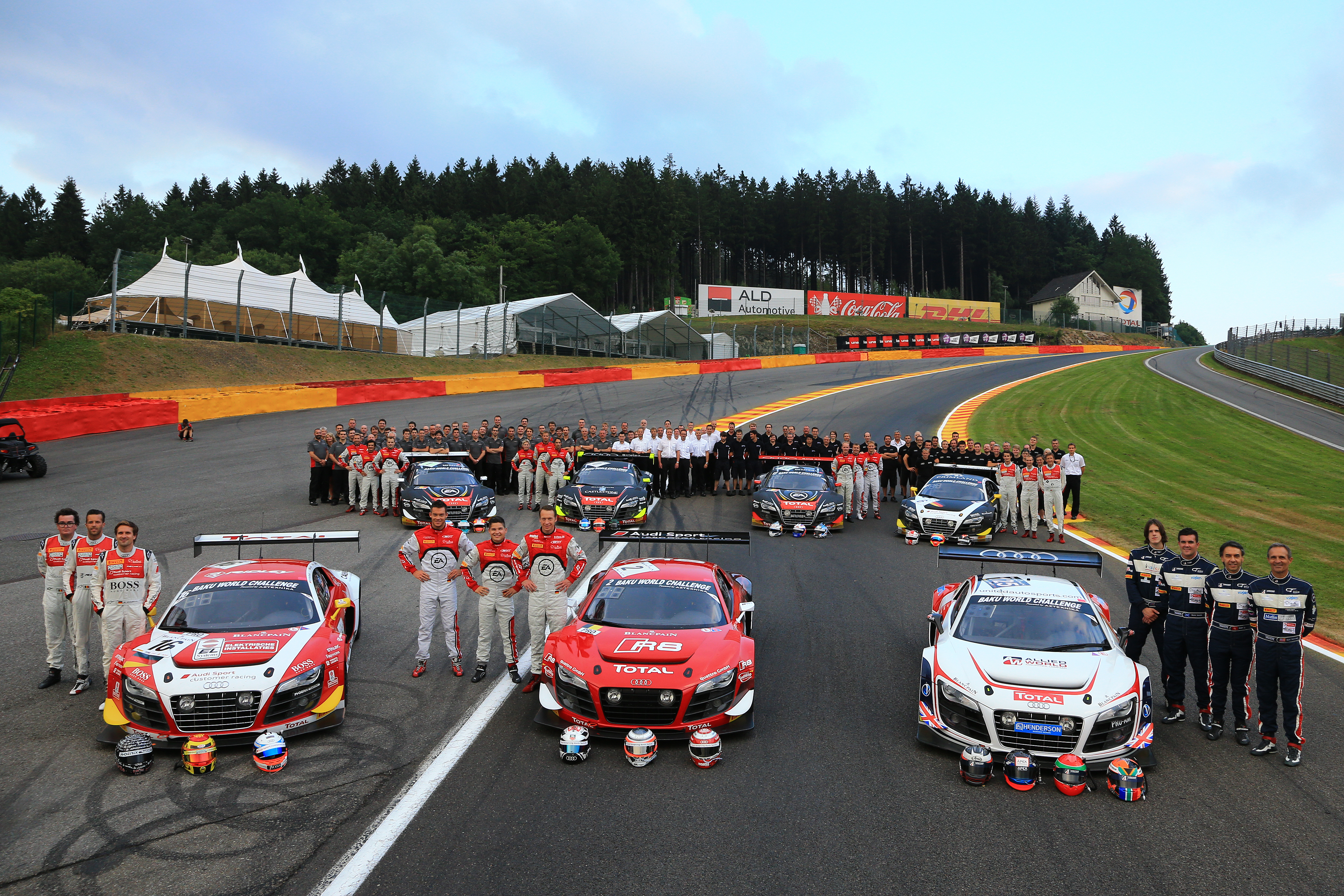
Audi R8 LMS ultra-Rennteams vor dem Start

Das 65. 24-Stunden-Rennen von Spa-Francorchamps, auch Total 2013 Spa 24 Hours, fand am 27. und 28. Juli 2013 auf dem Circuit de Spa-Francorchamps statt und war der vierte Wertungslauf der Blancpain GT Series dieses Jahres.

## Das Rennen
Mit dem dritten Gesamtsieg eines Mercedes-Benz-Rennwagens endete die 65. Ausgabe des 24-Stunden-Rennens von Spa-Francorchamps. Nach Goffredo Zehender und Dimitri Djordjadze im Mercedes-Benz SSK 1931 und dem Fahrerduo Robert Crevits/Gustave Gosselin im Mercedes-Benz 300 SE 1964 gewannen 2013 Maximilian Buhk, Maximilian Götz und Bernd Schneider im Mercedes-Benz SLS AMG GT3. Der Mercedes-Benz mit der Startnummer 84 war das schnellste Fahrzeug im Starterfeld, hatte aber einen größeren Treibstoffverbrauch als der zweitplatzierte Manthey-Porsche 997 GT3 R von Marc Lieb, Richard Lietz und Patrick Pilet, was einen zusätzlichen Boxenstopp gegenüber dem Porsche erforderte. Der Mercedes hatte am Sonntagvormittag auf dem wärmer werdenden Asphalt jedoch einen geringeren Reifenverschleiß als der Porsche, sodass die Reifen nur bei jedem zweiten Boxenstopp gewechselt werden mussten. Dadurch sparte das Siegerteam bei den Stopps ohne Wechsel 25 Sekunden gegenüber der Konkurrenz. Im Ziel hatte das Mercedes-Trio eine Runde Vorsprung auf den Porsche.
Die Audi-Teams waren mit der BOP-Einstufung unzufrieden, die die Audi R8 LMS ultra zu den schwersten Fahrzeugen im Feld machten. Im Training fehlten ihnen im Schnitt 1,5 Sekunden hinter den schnellsten Wagen. Nur durch die hohe Ausfallquote bei Ferrari und BMW kam ein Audi unter die ersten drei. Im Ziel fehlten Frank Stippler, Christopher Mies und André Lotterer im W-Racing-Audi R8 LMS ultra sechs Runden auf den siegreichen Mercedes.

## Ergebnisse

### Schlussklassement
| 1               | Pro-Cup          | 84  | HTP Motorsport               | Maximilian Buhk Maximilian Götz Bernd Schneider                            | Mercedes-Benz SLS AMG GT3       | 564 |
| 2               | Pro-Cup          | 150 | Manthey-Racing               | Marc Lieb Richard Lietz Patrick Pilet                                      | Porsche 997 GT3 R               | 563 |
| 3               | Pro-Cup          | 2   | Belgian Audi Club Team WRT   | Frank Stippler Christopher Mies André Lotterer                             | Audi R8 LMS ultra               | 558 |
| 4               | Pro-Cup          | 6   | Phoenix Racing               | Harold Primat Oliver Jarvis Christopher Haase                              | Audi R8 LMS ultra               | 557 |
| 5               | Pro-Am-Cup       | 59  | AF Corse                     | Duncan Cameron Alex Mortimer Matt Griffin Toni Vilander                    | Ferrari 458 Italia GT3          | 557 |
| 6               | Pro-Am-Cup       | 71  | SMP Racing                   | Kirill Ladygin Viktor Shaitar Mika Salo Maurizio Mediani                   | Ferrari 458 Italia GT3          | 556 |
| 7               | Pro-Am-Cup       | 35  | Nissan GT Academy Team RJN   | Lucas Ordoñez Jann Mardenborough Peter Pyzera Wolfgang Reip                | Nissan GT-R Nismo GT3           | 553 |
| 8               | Pro-Am-Cup       | 18  | Black Falcon                 | Klaas Hummel Steve Jans Adam Christodoulou Thomas Jäger                    | Mercedes-Benz SLS AMG GT3       | 551 |
| 9               | Pro-Cup          | 75  | Prospeed Competition         | Marc Hennerici Xavier Maassen Maxime Soulet                                | Porsche 997 GT3 R               | 550 |
| 10              | Pro-Am-Cup       | 72  | SMP Racing                   | Sergey Zlobin Anton Ladygin Fabio Babini Luca Persiani                     | Ferrari 458 Italia GT3          | 547 |
| 11              | Pro-Am-Cup       | 83  | SMG Challenge                | Olivier Pla Eric Clément Nicolas Armindo Robert Renauer                    | Porsche 997 GT3 R               | 545 |
| 12              | Pro-Am-Cup       | 70  | SMP Racing                   | Aleksey Basov Alexander Skryabin Alessandro Pier Guidi Matteo Bobbi        | Ferrari 458 Italia GT3          | 544 |
| 13              | Pro-Cup          | 33  | Pro GT by Alméras            | Jörg Bergmeister Timo Bernhard Nicolas Lapierre                            | Porsche 997 GT3 R               | 543 |
| 14              | Pro-Cup          | 69  | Gulf Racing                  | Adam Carroll Nico Verdonck Rob Bell                                        | McLaren MP4-12C GT3             | 542 |
| 15              | Pro-Cup          | 88  | Von Ryan Racing              | Rob Barff Chris Goodwin Bruno Senna                                        | McLaren MP4-12C GT3             | 540 |
| 16              | Gentleman-Trophy | 20  | Sofrev Auto Sport Promotion  | Jean-Luc Blanchemain Jean-Luc Beaubelique Patrice Goueslard Frédéric Bouvy | Ferrari 458 Italia GT3          | 539 |
| 17              | Pro-Am-Cup       | 73  | SMP Racing                   | Devi Markozov Mikhail Aleshin Alexander Frolov Daniil Move                 | Ferrari 458 Italia GT3          | 539 |
| 18              | Gentleman-Trophy | 52  | Sport Garage                 | Leonardo Gorini Stéphane Lémeret Thierry Prignaud Romain Brandela          | Ferrari 458 Italia GT3          | 537 |
| 19              | Gentleman-Trophy | 111 | Kessel Racing                | Pablo Paladino Paolo Andreasi Gaetano Ardagna Pérez Giuseppe Cirò          | Ferrari 458 Italia GT3          | 534 |
| 20              | Pro-Cup          | 44  | Kessel Racing                | César Ramos Davide Rigon Daniel Zampieri                                   | Ferrari 458 Italia GT3          | 528 |
| 21              | Pro-Am-Cup       | 98  | Fach Auto Tech               | Otto Klohs Sebastian Asch Jens Richter Martin Ragginger                    | Porsche 997 GT3 R               | 526 |
| 22              | Pro-Cup          | 26  | Vitaphone Racing Team        | Greg Franchi Stefano Colombo Frank Kechele                                 | BMW Z4 GT3                      | 525 |
| 23              | Pro-Am-Cup       | 99  | Beechdean AMR                | Andrew Howard Daniel McKenzie Jonny Adam Stefan Mücke                      | Aston Martin V12 Vantage GT3    | 524 |
| 24              | Pro-Am-Cup       | 19  | Black Falcon                 | Andrii Lebed Andreas Simonsen Sergey Afanasyev Francesco Castellacci       | Mercedes-Benz SLS AMG GT3       | 520 |
| 25              | Gentleman-Trophy | 53  | Sport Garage                 | Philippe Marie Gilles Duqueine Jérôme Demay Beniamino Caccia               | Ferrari 458 Italia GT3          | 507 |
| 26              | Gentleman-Trophy | 58  | Delahaye Racing              | Daniel Desbruères Marc Rostan Christian Kelders Pierre Hirschi             | Porsche 997 GT3 R               | 505 |
| 27              | Pro-Cup          | 23  | Sumo Power GT                | Lucas Luhr Steven Kane Peter Dumbreck                                      | Nissan GT-R Nismo GT3           | 497 |
| 28              | Pro-Am-Cup       | 34  | Pro GT by Alméras            | Eric Dermont Franck Perera Philippe Giauque Morgan Moulin-Traffort         | Porsche 997 GT3 R               | 495 |
| 29              | Gentleman-Trophy | 48  | Prospeed Competition         | Didier Grandjean Carl Rosenblad Martin Rich Mathijs Harkema                | Porsche 997 GT3 Cup             | 488 |
| 30              | Pro-Cup          | 16  | Phoenix Racing               | Enzo Ide Anthony Kumpen Markus Winkelhock                                  | Audi R8 LMS ultra               | 453 |
| 31              | Pro-Cup          | 62  | Fortec Motorsport            | Oliver Webb Alex Brundle Karl Wendlinger                                   | Mercedes-Benz SLS AMG GT3       | 449 |
| 32              | Pro-Am-Cup       | 50  | AF Corse                     | Niek Hommerson Louis Machiels Andrea Bertolini Marco Cioci                 | Ferrari 458 Italia GT3          | 445 |
| 33              | Gentleman-Trophy | 94  | Speed Lover                  | Jean-Michel Gerome Philippe Richard Wim Moelde Rik Renanms                 | Porsche 997 GT3 Cup             | 436 |
| 34              | Pro-Am-Cup       | 17  | Insight Racing with Flex Box | Ian Dockerill Dennis Andersen Martin Jensen                                | Ferrari 458 Italia GT3          | 422 |
| 35              | Pro-Cup          | 911 | Prospeed Competition         | Marco Holzer Nick Tandy Marco Mapelli                                      | Porsche 997 GT3 R               | 414 |
| Ausgefallen     |                  |     |                              |                                                                            |                                 |     |
| 35              | Pro-Cup          | 127 | Rowe Racing                  | Jan Seyffarth Lance David Arnold Klaus Graf                                | Mercedes-Benz SLS AMG GT3       | 326 |
| 36              | Gentleman-Trophy | 22  | Preci-Spark                  | Godfrey Jones David Jones Gareth Jones Philip Jones                        | Mercedes-Benz SLS AMG GT3       | 304 |
| 37              | Pro-Cup          | 3   | Marc VDS Racing Team         | Bas Leinders Yelmer Buurman Maxime Martin                                  | BMW Z4 GT3                      | 300 |
| 38              | Pro-Am-Cup       | 107 | Hexis Racing                 | Olivier Panis Laurent Cazanave Côme Ledogar Eric Debard                    | McLaren MP4-12C GT3             | 287 |
| 39              | Pro-Cup          | 0   | Team WRT                     | Rahel Frey Matt Halliday Nikolaus Mayr-Melnhof                             | Audi R8 LMS ultra               | 270 |
| 40              | Pro-Am-Cup       | 230 | Sumo Power GT                | Humaid Al Masaood Charles Bateman Matthew Bell Jody Fannin                 | Nissan GT-R Nismo GT3           | 268 |
| 41              | Pro-Am-Cup       | 12  | ART Grand Prix               | Yann Goudy Gilles Vannelet Grégoire Demoustier Ulric Amado                 | McLaren MP4-12C GT3             | 238 |
| 42              | Pro-Cup          | 4   | Marc VDS Racing Team         | Markus Palttala Henri Moser Nicky Catsburg                                 | BMW Z4 GT3                      | 222 |
| 43              | Pro-Am-Cup       | 9   | Gulf Racing                  | Mike Wainwright Andrew Meyrick Stuart Hall Tim Mullen                      | McLaren MP4-12C GT3             | 193 |
| 44              | Gentleman-Trophy | 57  | Sport Garage                 | Wilfried Merafina Pierre Perret Manu Orgeval Michaël Petit                 | Ferrari 458 Italia GT3          | 170 |
| 45              | Pro-Am-Cup       | 25  | TDS Racing                   | Henry Hassid Ludovic Badey Pierre Thiriet Mathias Beche                    | BMW Z4 GT3                      | 156 |
| 46              | Pro-Am-Cup       | 89  | GPR AMR                      | Sarah Bovy Pierre Grivegnée Michael Schmetz Bert Redant                    | Aston Martin V12 Vantage GT3    | 155 |
| 47              | Pro-Cup          | 13  | Belgian Audi Club Team WRT   | Edward Sandström Mattias Ekström Marcel Fässler                            | Audi R8 LMS ultra               | 149 |
| 48              | Pro-Am-Cup       | 43  | ROAL Motorsport              | Michela Cerruti Stefano Comandini Luca Rangoni                             | BMW Z4 GT3                      | 137 |
| 49              | Gentleman-Trophy | 49  | AF Corse                     | Yannick Mallegol Jean-Marc Bachelier François Perrodo Howard Blank         | Ferrari 458 Italia GT3          | 136 |
| 50              | Pro-Cup          | 7   | Hexis Racing                 | Stef Dusseldorp Alexander Sims Álvaro Parente                              | McLaren MP4-12C GT3             | 131 |
| 51              | Pro-Am-Cup       | 77  | MRS GT Racing                | Carlos Kray Philipp Eng Justino Azcarate Ilya Melnikov                     | McLaren MP4-12C GT3             | 121 |
| 52              | Gentleman-Trophy | 15  | Boutsen Ginion               | Christophe de Fierlant Marlene Broggi Laurent Pasquali Karim Ojjeh         | McLaren MP4-12C GT3             | 96  |
| 53              | Pro-Am-Cup       | 5   | Boutsen Ginion               | David Dermont Koen Wauters Frédéric Vervisch Grégory Guilvert              | McLaren MP4-12C GT3             | 93  |
| 54              | Pro-Cup          | 100 | GPR AMR                      | Bertrand Baguette Darren Turner Jamie Campbell-Walter                      | Aston Martin V12 Vantage GT3    | 82  |
| 55              | Pro-Cup          | 1   | Belgian Audi Club Team WRT   | Stéphane Ortelli Laurens Vanthoor René Rast                                | Audi R8 LMS ultra               | 79  |
| 56              | Pro-Am-Cup       | 125 | United Autosports            | Mark Patterson Alan Li Will Bratt Glynn Geddie                             | Audi R8 LMS ultra               | 68  |
| 57              | Gentleman-Trophy | 51  | AF Corse                     | Peter Ashley Mann Filipe Barrerios Francisco Guedes Cédric Mézard          | Ferrari 458 Italia GT3          | 67  |
| 58              | Pro-Cup          | 14  | Marc VDS Racing Team         | Dirk Müller Jens Klingmann Andrea Piccini                                  | BMW Z4 GT3                      | 60  |
| 59              | Gentleman-Trophy | 66  | ARC Bratislava               | Ahmad Al Harthy Miroslav Konôpka Jan Raska Marco Schelp                    | Porsche 997 GT3 R               | 58  |
| 60              | Pro-Am-Cup       | 123 | Team Ukraine                 | Ruslan Tsyplakov Andrii Kruglik Raffaele Giammaria Matteo Malucelli        | Ferrari 458 Italia GT3          | 56  |
| 61              | Pro-Am-Cup       | 24  | Blancpain Racing             | Marc Hayek Peter Kox Jos Menten Henk Haane                                 | Lamborghini Gallardo LP600+ GT3 | 28  |
| 62              | Pro-Cup          | 11  | ART Grand Prix               | Antoine Leclerc Mike Parisy Andy Souček                                    | McLaren MP4-12C GT3             | 15  |
| 63              | Pro-Am-Cup       | 32  | Nissan GT Academy Team RJN   | Mark Shulzhitskiy Steve Doherty Alex Buncombe Chris Buncombe               | Nissan GT-R Nismo GT3           | 12  |
| 64              | Pro-Am-Cup       | 188 | DKR Engineering              | Bernard Delhez Michael Albert Dimitri Enjalbert Stefano Gattuso            | BMW Z4 GT3                      | 6   |
| Nicht gestartet |                  |     |                              |                                                                            |                                 |     |
| 65              | Pro-Am-Cup       | 80  | Emil Frey Racing             | Lorenz Frey Gabriele Gardel Frédéric Barth                                 | Aston Martin V12 Vantage GT3    | 1   |

1 nicht gestartet

### Nur in der Meldeliste
Zu diesem Rennen sind keine weiteren Meldungen bekannt.

### Klassensieger
| Klasse           | Fahrer               | Fahrer               | Fahrer            | Fahrer         | Fahrzeug                  | Platzierung im Gesamtklassement |
| ---------------- | -------------------- | -------------------- | ----------------- | -------------- | ------------------------- | ------------------------------- |
| Pro-Cup          | Maximilian Buhk      | Maximilian Götz      | Bernd Schneider   |                | Mercedes-Benz SLS AMG GT3 | Gesamtsieg                      |
| Pro-Am-Cup       | Duncan Cameron       | Alex Mortimer        | Matt Griffin      | Toni Vilander  | Ferrari 458 Italia GT3    | Rang 5                          |
| Gentleman-Trophy | Jean-Luc Blanchemain | Jean-Luc Beaubelique | Patrice Goueslard | Frédéric Bouvy | Ferrari 458 Italia GT3    | Rang 16                         |

### Renndaten
- Gemeldet: 65
- Gestartet: 64
- Gewertet: 35
- Rennklassen: 3
- Zuschauer: unbekannt
- Wetter am Renntag: warm und trocken
- Streckenlänge: 7,004 km
- Fahrzeit des Siegerteams: 24:00:42,485 Stunden
- Gesamtrunden des Siegerteams: 527
- Gesamtdistanz des Siegerteams: 3691,108 km
- Siegerschnitt: 153,700 km/h
- Pole Position: Stefan Mücke – Aston Martin Vantage GT3 (#70) – 2:20,437 = 179,500 km/h
- Schnellste Rennrunde: Bernd Schneider – Mercedes-Benz SLS AMG GT3 (#84) – 2:21,861 = 177,700 km/h
- Rennserie: 4. Lauf zur Blancpain GT Series 2013